# Smilax kaniensis
Smilax kaniensis är en enhjärtbladig växtart som beskrevs av Kurt Krause. Smilax kaniensis ingår i släktet Smilax och familjen Smilacaceae. Inga underarter finns listade.